# Torymus arcella
Torymus arcella är en stekelart som beskrevs av Graham och Gijswijt 1998. Torymus arcella ingår i släktet Torymus och familjen gallglanssteklar. Inga underarter finns listade i Catalogue of Life.